# アルタルフ〜この恋の終わりに〜
「アルタルフ〜この恋の終わりに〜」（ - こいのおわりに）は、日本のバンド、ammoflightのメジャー3枚目のシングル。

## 概要
オリコンチャート159位と、メジャー・デビュー後、最低であるが、2012年12月現在の売上自体は「夏色ドット」に続き2位である。

## 収録曲
全作曲：津久井恒仁
1. アルタルフ〜この恋の終わりに〜
作詞：津久井恒仁
編曲：ammoflight・シライシ紗トリ・石橋尚子
2. ライフ・イズ・ア・ギャンブル
作詞：津久井恒仁・シライシ紗トリ
編曲：ammoflight・シライシ紗トリ
3. milk tea
作詞：津久井恒仁
編曲：ammoflight・シライシ紗トリ
4. アルタルフ〜この恋の終わりに〜 -Instrumental-
5. ライフ・イズ・ア・ギャンブル -Instrumental-
6. milk tea -Instrumental-

## 初回限定盤DVD収録内容
1. アルタルフ〜この恋の終わりに〜 ミュージッククリップ
2. ライフ・イズ・ア・ギャンブル ミュージッククリップ
3. アンモHI!スクール〜料理部の鉄人〜

## 特典
- ジャケットサイズポストカードA（初回限定盤）
- ジャケットサイズポストカードB（通常盤）